# بات براون (لاعب كريكت)
بات براون (23 أغسطس 1998 في المملكة المتحدة - ) (بالإنجليزية: Patrick Brown)‏ هو لاعب كريكت بريطاني. لعب مع نادي مقاطعة ورسسترشاير للكريكيت ‏.

## وصلات خارجية
- بات براون على موقع إي آس بي آن كريك إنفو (الإنجليزية)